# 대릴 스티븐스
대릴 스티븐스(Darryl Stephens, 1974년 3월 7일 ~ )는 미국의 배우이다.

## 출연 작품
- 프롬 제로 투 아이 러브 유 (2018)
- 더 챈시스 (2016)
- 블랙버드 (2014)
- 노아의 방주 - 점핑 더 브룸 (2008)
- 보이 컬처 (2006)
- 어나더 게이 무비 (2006)
- 노아의 방주 (2004)
- 서킷 (2001)
- 심리스 - 키즈 룰 (1999)